# Lista de membros titulares da Academia Brasileira de Ciências empossados em 2010
Esta lista contém os nomes dos membros titulares da Academia Brasileira de Ciências empossados em 2010.
| Imagem | Nome                                | Datas de nascimento e falecimento     | Local de nascimento                    | Área de especialização | Alma mater                                  | Data de posse      | Conhecido por | Referências   |
| ------ | ----------------------------------- | ------------------------------------- | -------------------------------------- | ---------------------- | ------------------------------------------- | ------------------ | --- | ------------- |
|        | Eugenio Foresti                     | 01 de setembro de 1945                |                                        | Ciências da Engenharia | USP                                         | 04 de maio de 2010 | | [ 2 ]         |
|        | Fernanda Margarida Barbosa Coutinho | 08 de junho de 1942                   | Porto, Portugal                        | Ciências Químicas      | UFRJ                                        | 04 de maio de 2010 | Trabalhou com Eloisa Biasotto Mano. | [ 3 ]         |
|        | Ivan Chestakov                      | 13 de agosto de 1947                  | Oblast de Irkutsk, Rússia              | Ciências Matemáticas   | Universidade Estatal de Novosibirsk, Rússia | 04 de maio de 2010 | | [ 4 ]         |
|        | José Carlos Costa da Silva Pinto    | 13 de julho de 1963                   |                                        | Ciências da Engenharia | UFBA                                        | 04 de maio de 2010 | | [ 5 ]         |
|        | José Eduardo Krieger                | 13 de outubro de 1960                 |                                        | Ciências da Saúde      | USP                                         | 04 de maio de 2010 | | [ 6 ]         |
|        | José Mario Martínez Pérez           | 22 de maio de 1948                    | Cangas del Narcea, Espanha             | Ciências Matemáticas   | UBA, Argentina                              | 04 de maio de 2010 | | [ 7 ]         |
|        | José Pelúcio Ferreira               | 23 de fevereiro de 1928 março de 2002 | Lambari, MG                            | Ciências Biomédicas    | UERJ                                        | 04 de maio de 2010 | Foi um dos formuladores e diretor do Fundo de Desenvolvimento Técnico-Científico - FUNTEC (1964). Foi Presidente da Financiadora de Estudos e Projetos – FINEP (1971) | [ 8 ] [ 9 ]   |
|        | Julio Scharfstein                   | 17 de julho de 1949                   |                                        | Ciências Biomédicas    | Technion, Israel                            | 04 de maio de 2010 | Descoberta da chagasina | [ 10 ] [ 11 ] |
|        | Karl-Otto Stöhr                     | 09 de maio de 1942                    | Coblença, Alemanha                     | Ciências Matemáticas   | Universidade de Bonn, Alemanha              | 04 de maio de 2010 | | [ 12 ]        |
|        | Lauro Tatsuo Kubota                 | 20 de junho de 1964                   | Goioerê. PR                            | Ciências Químicas      | UEL                                         | 04 de maio de 2010 | Foi orientado por Yoshitaka Gushikem. | [ 13 ]        |
|        | Luiz Antonio Martinelli             | 23 de janeiro de 1959                 |                                        | Ciências da Terra      | USP                                         | 04 de maio de 2010 | | [ 14 ]        |
|        | Luiz Drude de Lacerda               | 28 de junho de 1956                   |                                        | Ciências Biológicas    | UFRJ                                        | 04 de maio de 2010 | | [ 15 ]        |
|        | Luiz Eugênio Araújo de Moraes Mello | 24 de outubro de 1957                 |                                        | Ciências Biomédicas    | UNIFESP                                     | 04 de maio de 2010 | Editor setorial do en:Brazilian journal of medical and biological research                                                                                            | [ 16 ]        |
|        | Miguel Angelo Laporta Nicolelis     | 07 de março de 1961                   | São Paulo, SP                          | Ciências Biomédicas    | USP                                         | 04 de maio de 2010 | Doutor Honoris causa pela UFRN | [ 17 ]        |
|        | Moacir Wajner                       | 29 de dezembro de 1948                |                                        | Ciências Biológicas    | UFRGS                                       | 04 de maio de 2010 | | [ 18 ]        |
|        | Renato Machado Cotta                | 05 de março de 1960                   |                                        | Ciências da Engenharia | UFRJ                                        | 04 de maio de 2010 | | [ 19 ]        |
|        | Ricardo Antunes de Azevedo          | 12 de janeiro de 1961                 |                                        | Ciências Agrárias      | PUC-Campinas                                | 04 de maio de 2010 | Foi orientado por Paulo Arruda. É Editor-Sênior do periódico Annals of Applied Biology.                                                                               | [ 20 ]        |
|        | Ricardo Paes de Barros              | 16 de novembro de 1954                | Rio de Janeiro, RJ                     | Ciências Sociais       | ITA                                         | 04 de maio de 2010 | | [ 21 ]        |
|        | Sérgio Costa Oliveira               | 25 de maio de 1964                    |                                        | Ciências Agrárias      | UFBA                                        | 04 de maio de 2010 | | [ 22 ]        |
|        | Takeshi Kodama                      | 06 de abril de 1943                   | Manchúria, Japão (atualmente da China) | Ciências Físicas       | Universidade de Waseda, Japão               | 04 de maio de 2010 | Membro do Corpo Editorial da revista en:Journal of Physics G | [ 23 ]        |
|        | Thaisa Storchi Bergmann             | 19 de dezembro de 1955                | Caxias do Sul, RS                      | Ciências Físicas       | UFRGS                                       | 04 de maio de 2010 | Foi orientada por Miriani Griselda Pastoriza. Prêmios L'Oréal-UNESCO para mulheres em ciência (2015).                                                                 | [ 24 ]        |
|        | Valderez Pinto Ferreira             | 13 de abril de 1959                   |                                        | Ciências da Terra      | UFPE                                        | 04 de maio de 2010 | | [ 25 ]        |